# 班惟志
班惟志（？—？），字彥功，號恕齋，大梁（今河南省開封市）人，一作松江（今上海松江縣）人，寓居杭州。元朝書法家、作曲家。

## 生平
鄧文原任杭州路儒學正時，班惟志拜鄧文原為師。元貞年間，鄧文原應聘為皇室寫《大藏經》，班惟志隨行。泰定年間，班惟志受推薦補浮梁州教授。不久後遷任晉州州判。致和年間，任紹興路總管府推官。至順三年（1332年），班惟志前往大都任秘書監典簿。至元三年（1337年），任平江路常熟州知州，除奉議大夫。至正初，任職江浙儒學提舉司提舉。任期屆滿後，再次北上大都，授集賢待制。致仕南歸，在杭州去世。班惟志博學多能，擅長書法，其詞、曲也很有名氣。
元朝鐘嗣成《錄鬼簿》，將班惟志列於曲家「方今名公」十人之中；明朝朱權《太和正音譜》將班惟志列於「詞林英傑」一百五十人之中。

## 軼事
至正九年（1349年），黃公望贈畫作《九峰雪霽圖》給班惟志。

## 評價
- 王世貞：鄧文肅、班彥功、饒介之皆元人名書家，翩翩可喜也。[4]
- 袁中道：書法清健出塵，不在趙王孫下。[5]

## 外部連結
- 《全元散曲·班惟志》 （页面存档备份，存于）
- 《新編録鬼簿卷下》
- 《太和正音譜》
- 《弇州四部稿·卷一百一》